# Wolffiella denticulata
Wolffiella denticulata är en kallaväxtart som först beskrevs av Christoph Friedrich Hegelmaier, och fick sitt nu gällande namn av Christoph Friedrich Hegelmaier. Wolffiella denticulata ingår i släktet Wolffiella och familjen kallaväxter. IUCN kategoriserar arten globalt som livskraftig. Inga underarter finns listade.